# Tert-Leucine
La tert-leucine, ou 3-méthylvaline, est un acide α-aminé non protéinogène dont il existe deux énantiomères, la L-tert-leucine et la D-tert-leucine. Elle entre naturellement dans la constitution de la bottromycine A (en), un antibiotique produit par la bactérie du sol Streptomyces bottropensis. On la trouve également dans des peptides antimicrobiens de certaines éponges marines.